# Franco Velchi
Franco Velchi (Avellino, 27 ottobre 1936 – Cergnago, 9 ottobre 2007) è stato uno scenografo italiano.

## Carriera
Franco Velchi ha curato le scenografie di diversi film di Mario Monicelli (Il male oscuro, 1990, Rossini! Rossini!, 1991, Parenti serpenti, 1992, Facciamo paradiso, 1995, e Panni sporchi, 1999). Ha anche lavorato con i registi Carlo Verdone, Gianni Amelio e Roberto Rossellini. All'inizio della sua carriera è stato lo scenografo del film Brutti, sporchi e cattivi (1976), con regia di Ettore Scola.
È stato candidato ai David di Donatello come miglior scenografo.

## Filmografia
- Marcia nuziale (1966), regia di Marco Ferreri, (scenografo)
- Il tempo degli avvoltoi (1967), regia di Nando Cicero, (scenografo)
- H2S (1968), regia di Roberto Faenza, (scenografo)
- Scusi, lei conosce il sesso? (1968), regia di Vittorio De Sisti, (scenografo)
- Diabolik (1968), Mario Bava, (scenografo)
- Ringo, il cavaliere solitario (1968), regia di Rafael Romero Marchent, (scenografo)
- Il medico della mutua (1968), regia di Luigi Zampa, (architetto-scenografo)
- Giù la testa (1971), regia di Sergio Leone, (assistente direttore artistico)
- Blaise Pascal (1972) (TV), regia di Roberto Rossellini, (scenografo)
- Agostino d'Ippona (1972) miniserie televisiva, regia di Roberto Rossellini, (scenografo)
- Il profumo della signora in nero (1974), regia di Francesco Barilli, (scenografo)
- Chi sei? (1974), regia di Ovidio G. Assonitis, (architetto-scenografo)
- La prima volta, sull'erba (1975), regia di Gianluigi Calderone, (scenografo)
- Brutti, sporchi e cattivi (1976), regia di Ettore Scola, (scenografo)
- La ragazza dal pigiama giallo (1977), regia di Flavio Mogherini, (scenografo)
- Le buone notizie (1979), regia di Elio Petri, (scenografo)
- Io, Caligola (1979), regia di Tinto Brass, (architetto)
- Marco Polo (1982), serie televisiva, regia di Giuliano Montaldo, (architetto-scenografo, assistente scenografo) (episodi sconosciuti)
- Occhei, occhei (1983), regia di Claudia Florio, (architetto-scenografo)
- Quer pasticciaccio brutto de via Merulana, episodi 1.1 a 1.4 (1983), regia di Piero Schivazappa, (architetto-scenografo)
- Acqua e sapone (1983), regia di Carlo Verdone, (scenografo)
- I due carabinieri (1984), regia di Carlo Verdone, (scenografo)
- Un caso d'incoscienza (1984) (TV), regia di Emidio Greco, (architetto-scenografo)
- A me mi piace (1985), regia di Enrico Montesano, (scenografo)
- Troppo forte (1986), regia di Carlo Verdone, (scenografo)
- 7 chili in 7 giorni (1986), regia di Luca Verdone, (architetto-scenografo)
- Scuola di ladri - Parte seconda (1987), regia di Neri Parenti, (scenografo)
- Gli invisibili (1988), regia di Pasquale Squitieri, (scenografo)
- Cavalli si nasce (1988), regia di Sergio Staino, (architetto-scenografo)
- I ragazzi di via Panisperna (1989), regia di Gianni Amelio
- La casa del sortilegio (1989) film televisivo, regia di Umberto Lenzi, (set scenografie)
- Cavalleria rusticana (1990) (TV), regia di Peter Goldfarb, (scenografo)
- Il male oscuro (1990), regia di Mario Monicelli, (art director-scenografo)
- Porte aperte (1990), regia di Gianni Amelio, (scenografo)
- Rossini! Rossini! (1991), regia di Mario Monicelli, (scenografo)
- Volevo i pantaloni (1992), regia di Maurizio Ponzi, (scenografo)
- Parenti serpenti (1992), regia di Mario Monicelli, (art director-scenografo)
- Facciamo paradiso (1995), regia di Mario Monicelli, (scenografo)
- Panni sporchi (1999), regia di Mario Monicelli, (scenografo)
- Una sola debole voce (1999), serie televisiva, regia di Alberto Sironi, (scenografo)
- Il gioco (1999), regia di Claudia Florio, (scenografo)
- C'era un cinese in coma (2000), regia di Carlo Verdone, (scenografo, architetto-scenografo)